# Околе (Щецинецький повіт)
Околе (пол. Okole) — село в Польщі, у гміні Борне-Суліново Щецинецького повіту Західнопоморського воєводства.
Населення — 11 осіб (2011).

## Демографія
Демографічна структура станом на 31 березня 2011 року:
|          | Загалом | Допрацездатний вік | Працездатний вік | Постпрацездатний вік |
| -------- | ------- | ------------------ | ---------------- | -------------------- |
| Чоловіки | 3       | 1                  | 2                | 0                    |
| Жінки    | 8       | 1                  | 1                | 6                    |
| Разом    | 11      | 2                  | 3                | 6                    |